# 練馬区立石神井西中学校

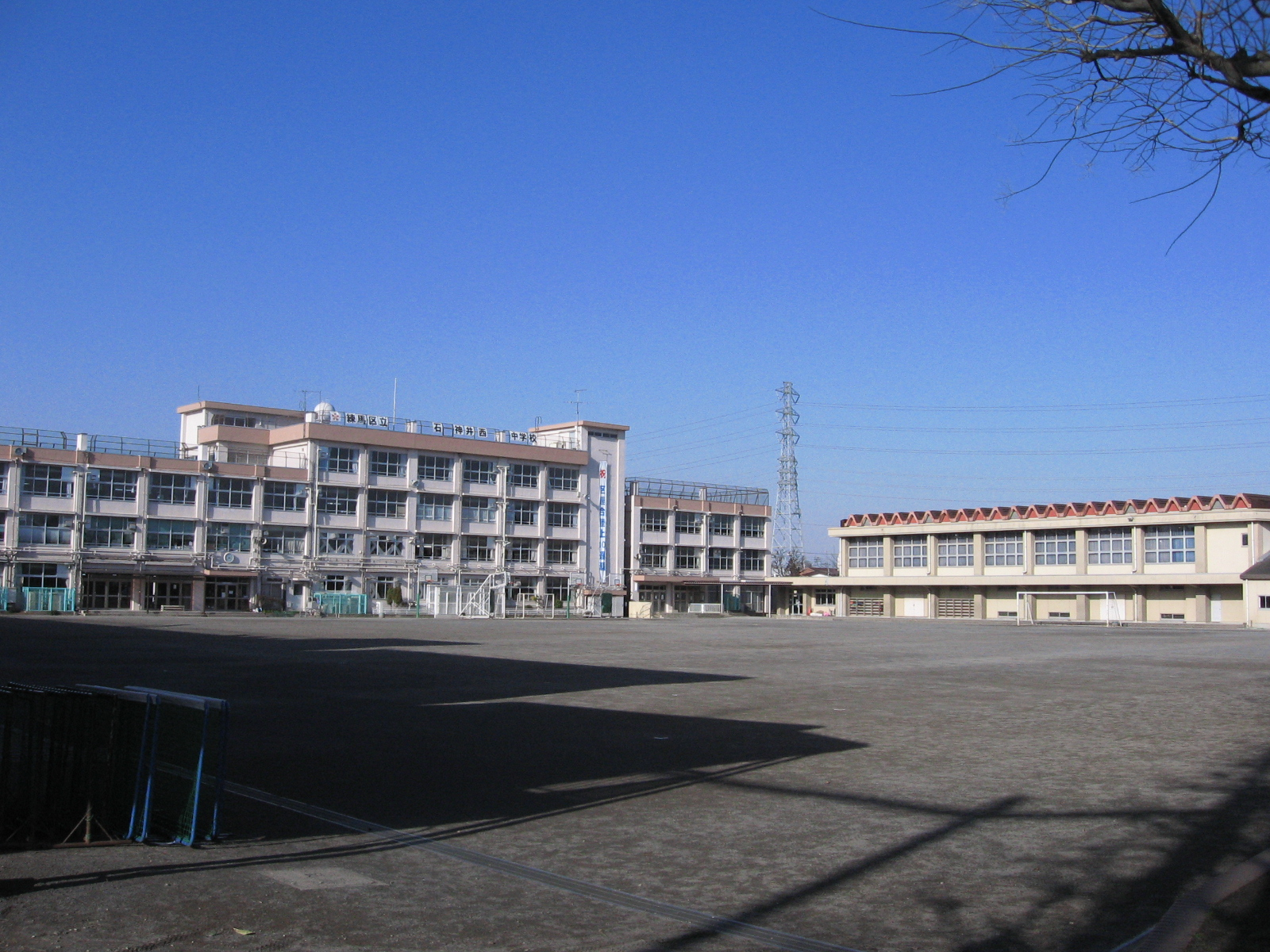
校庭側から見た校舎と体育館

練馬区立石神井西中学校（ねりまくりつ しゃくじいにしちゅうがっこう）とは、東京都練馬区にある公立の中学校である。2022年(令和4年)10月時点の生徒数は17学級である。また、2025年(令和7年)6月時点の生徒数は18学級である。

## 概要
東京都の公立中学校の中では生徒数が上位5%に入る大規模校であり、これは練馬区内では大泉中学校に次いで、本校と石神井中学校の3校のみである。
「自由と自治」を重んじ、「叡智・健康・自治・共生」を校訓にしている。制服を採用しておらず、生徒は私服である。ただし、入学式や卒業式、校外学習や講演会などの際はフォーマルな服（式服）を着用する決まりはある。

## 沿革
学校教育法の施行にともなって練馬区で開設された中学校13校の1つ。

## 部活動
- 運動部[2]　サッカー、野球、ソフトテニス、陸上、卓球、バスケットボール、バドミントン、バレーボール
- 運動部[2]　吹奏楽、美術、園芸、将棋、自然科学、英語劇

## 通学区域
練馬区の南西端で武蔵野市や西東京市と接し、北はおおむね石神井川を境としている。
- 関町東一丁目（1の一部、3の一部、4の一部、5-29）
- 関町南二丁目
- 関町南三丁目
- 関町南四丁目
- 関町北一丁目
- 関町北二丁目
- 関町北三丁目
- 立野町
- 上石神井四丁目（32の一部）

## 進学前小学校
区立中学校選択制度があり学区外より通学してすることも可能であるが、学区指定による小学校は以下の通り。※印は小中一貫教育グループの構成校。
- 石神井西小学校(※)
- 立野小学校(※)
- 関町小学校(※)

## 学区内の主な施設
- 武蔵関駅
- 武蔵関公園
- 立野公園
- 練馬区立関町図書館
- 慈雲堂病院

## 交通
- 西武新宿線武蔵関駅より徒歩約15分
- 西武バス（吉61-1、吉62-1ほか）東京三育小学校入口バス停より徒歩約2分

## 著名な出身者
鈴木蘭々（タレント）
大鶴肥満（ママタルト ）